# Стружье
Стружье (алб. Struzhë; серб. Стружје / Stružje) — село в южной Метохии. Относится к общине Призрен Призренского округа как по административно-территориальному делению автономного края Косово и Метохия (в составе Сербии), так и по административно-территориальному делению частично признанной Республики Косово.

## Общие сведения
Численность населения по данным на 2011 год — 102 человека (из них мужчин — 42, женщин — 60).
Село Стружье расположено в исторической области Средска Жупа на границе с албанской областью Ополье. Стружье наряду с селом Мушниково является одним из двух албанских населённых пунктов Средски, при этом если в Мушниково представлено смешанное население с албанским большинством, то в Стружье 100 % жителей села — албанцы — в переписи 2011 года 102 человека указали, что по национальной принадлежности они — албанцы, и что их родным языком является албанский язык. Все жители села Стружье согласно переписи — граждане Косова, по вероисповеданию — все мусульмане.
Динамика численности населения в селе Стружье с 1948 по 2011 годы:
| Численность населения | Численность населения | Численность населения | Численность населения | Численность населения | Численность населения | Численность населения |
| 1948                  | 1953                  | 1961                  | 1971                  | 1981                  | 1991                  | 2011                  |
| --------------------- | --------------------- | --------------------- | --------------------- | --------------------- | --------------------- | --------------------- |
| 491                   | 544                   | 633                   | 868                   | 857                   | 798                   | 102                   |

## Географическое положение
Село Стружье расположено на северных склонах горного массива Шар-Планина. Ближе всего к селу Стружье располагаются средчанские сёла Небрегоште, Манастирица и Локвица, а также албанское село Заплужье (в области Ополье). Небрегоште находится приблизительно в двух километрах к востоку от Стружье, Манастирица — приблизительно в километре к юго-востоку, Локвица — в трёх километрах к северу, Заплужье — в трёх километрах к юго-западу.

## История
Албанское население села Стружье сформировалось из двух компонентов. Первый — этнические албанцы, переселившиеся в Стружье в XVIII веке; второй — сербы, жившие в селе до прихода албанцев. Сербское население села Стружье приняло ислам так же, как и значительная часть остального славянского населения Средской Жупы (в настоящее время они образуют обособленную исламизированную южнославянскую этническую группу средчан, или жуплян), впоследствии славяне села Стружье полностью албанизировались. На сербское происхождение части населения Стружья указывают, например, микротопонимы данной местности: Заришта, Преслоп, Краишта, Маслар, Влатк, Микиева, Вукановић.